# Поверхность Хеннеберга

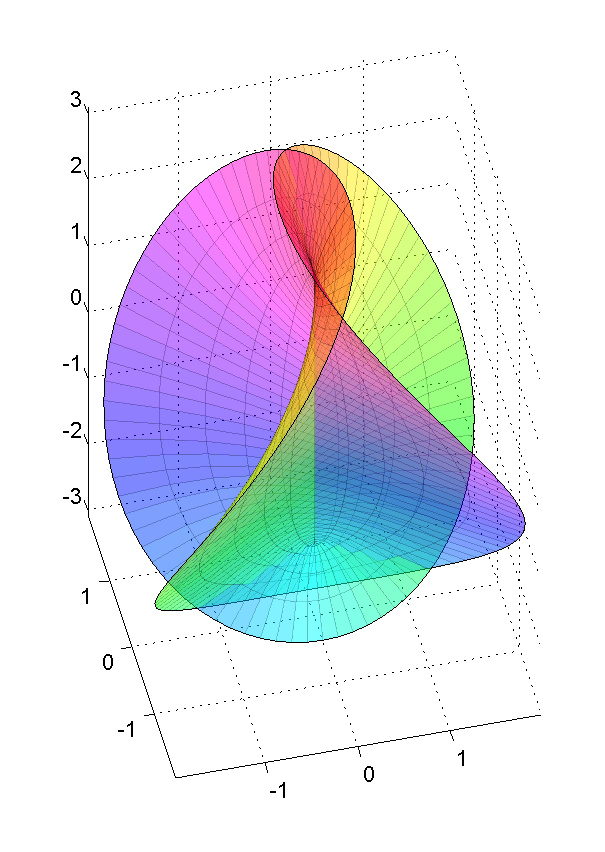
Поверхность Хеннеберга.

Поверхность Хеннеберга — неориентируемая минимальная поверхность, названная именем немецкого математика Лебрехта Хенненберга.
Поверхность имеет параметрические уравнения
{\displaystyle {\begin{aligned}x(u,v)&=2\cos(v)\sinh(u)-(2/3)\cos(3v)\sinh(3u)\\y(u,v)&=2\sin(v)\sinh(u)+(2/3)\sin(3v)\sinh(3u)\\z(u,v)&=2\cos(2v)\cosh(2u)\end{aligned}}}
и может быть описана как алгебраическая поверхность 15-го порядка. Её можно рассматривать как погружение проколотой проективной плоскости. До 1981 года поверхность была единственной известной неориентируемой минимальной поверхностью.
Поверхность содержит полукубическую параболу («параболу Нейла») и может быть получена решением соответствующей задачи Бьёрлинга.